# Micpa
Micpa (hebrejsky מִצְפָּה, doslova Vyhlídka, anglicky Mitzpa, v oficiálním seznamu sídel Mizpa) je vesnice typu mošava v Izraeli, v Severním distriktu, v Oblastní radě Dolní Galilea.

## Geografie
Leží v oblasti s intenzivním zemědělstvím, v nadmořské výšce 76 metrů v Dolní Galileji, na náhorní plošině cca 3 kilometry od břehů Galilejského jezera.
Obec se nachází leží na okraji zastavěného území města Tiberias, jen cca 3 kilometry severozápadně od jeho centra, cca 105 kilometrů severovýchodně od centra Tel Avivu a cca 48 kilometrů východně od centra Haify. Micpu obývají Židé, přičemž osídlení v tomto regionu je zcela židovské. Výjimkou je vesnice Chamam cca 5 kilometrů severozápadním směrem, kterou obývají izraelští Arabové respektive arabští Beduíni.
Micpa je na dopravní síť napojena pomocí dálnice číslo 77, jež spojuje oblast okolo Haify s Tiberiasem.

## Dějiny
Micpa byla založena v roce 1908. Jejími zakladateli byli židovští přistěhovalci, kteří do tehdejší turecké Palestiny dorazili v rámci druhé alije. Pozemky do židovského vlastnictví nabyla Jewish Colonization Association. Zástavba sestávala v malých domů z tmavého bazaltového kamene obehnaných z bezpečnostních důvodů kamennou zdí. Osada se zpočátku potýkala s nedostatkem vody. Zdejší sladkovodní pramen byl nepostačující. Vesnice byla v první fázi navržena pro 10 rodinných farem, z nichž každá měla přidělenou výměru pozemků přes 200 dunamů (20 hektarů).
Bezpečnostní situace se zlepšila až po válce za nezávislost v roce 1948. Pak se tato malá osada začala rozvíjet. Roku 1949 měla Micpa jen 75 obyvatel a rozlohu katastrálního území 4802 dunamů (4,802 kilometrů čtverečních).
Teprve roku 1979 získala vesnice napojení na vodovodní síť společnosti Mekorot. Obyvatelé se zabývají zemědělstvím, pracují v turistických službách nebo za prací dojíždějí mimo obec. Obec se na základě rozhodnutí svých obyvatel brání výraznější stavební expanzi.

## Demografie
Obyvatelstvo v Micpa je sekulární. Podle údajů z roku 2014 tvořili naprostou většinu obyvatel v Micpa Židé (včetně statistické kategorie "ostatní", která zahrnuje nearabské obyvatele židovského původu ale bez formální příslušnosti k židovskému náboženství).
Jde o menší sídlo vesnického typu s dlouhodobě stagnující populací. K 31. prosinci 2014 zde žilo 142 lidí. Během roku 2014 populace klesla o 12,9 %.
| Rok            | 1948 | 1961 | 1972 | 1983 | 1995 | 2001 | 2003 | 2004 | 2005 | 2006 | 2007 | 2008 | 2009 | 2010 | 2011 | 2012 | 2013 | 2014 |
| -------------- | ---- | ---- | ---- | ---- | ---- | ---- | ---- | ---- | ---- | ---- | ---- | ---- | ---- | ---- | ---- | ---- | ---- | ---- |
| Počet obyvatel | 140  | 39   | 36   | 80   | 140  | 152  | 152  | 150  | 154  | 159  | 167  | 167  | 135  | 137  | 144  | 144  | 163  | 142  |